# 艾因拉赫馬
35°37′N 0°24′E / 35.617°N 0.400°E

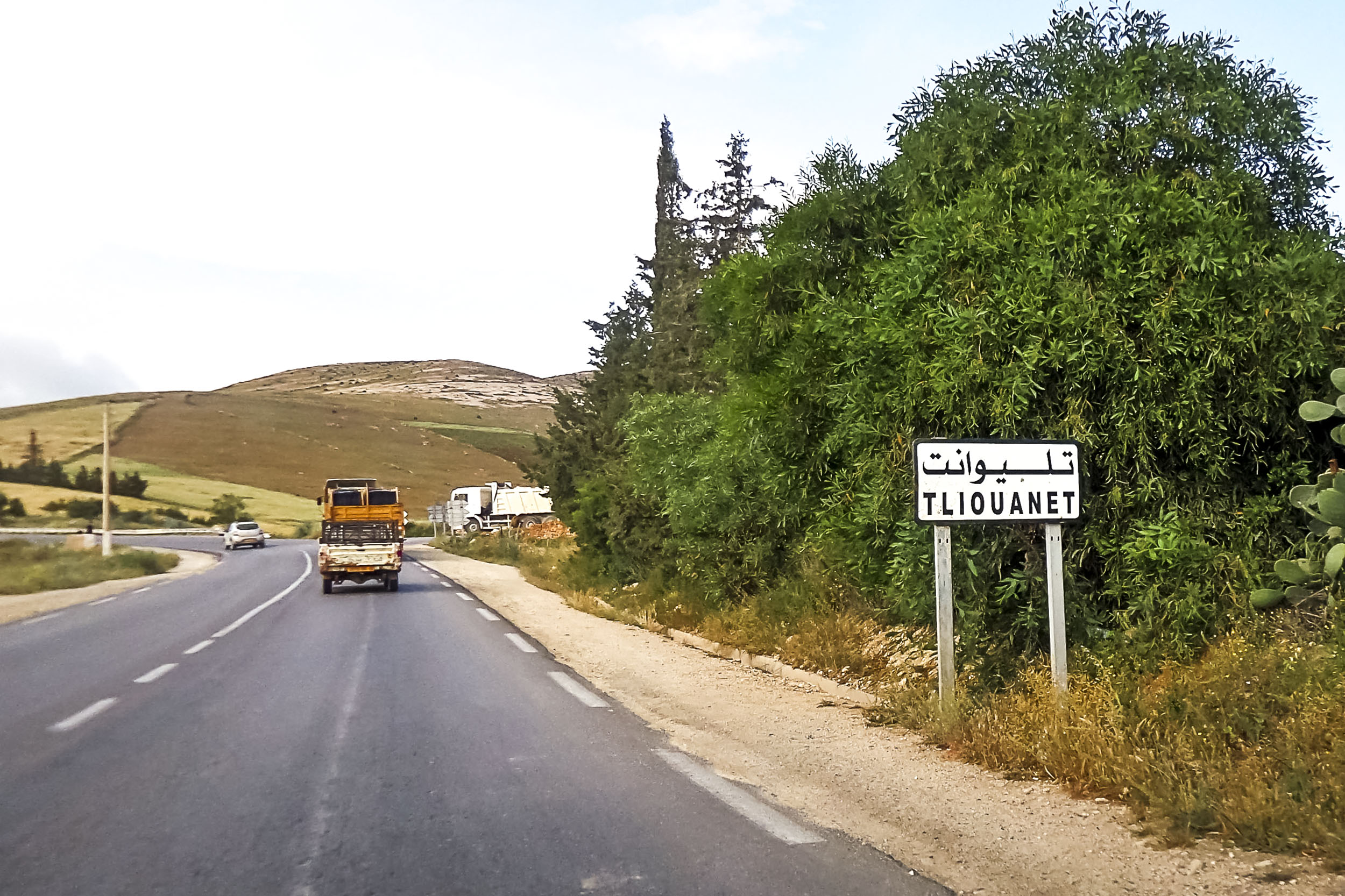
艾因拉赫馬

艾因拉赫馬（阿拉伯语：‎），是阿爾及利亞的城鎮，位於該國西北部埃利贊省，由耶勒勒區負責管轄，面積137平方公里，海拔高度302米，2008年人口12,095人，人口密度每平方公里88人。